# Thiago Galhardo
Thiago Galhardo Nascimento Rocha, né le 20 juillet 1989 à São João del-Rei, est un footballeur brésilien évoluant au poste de milieu offensif à Santa Cruz.

## Biographie
Prêté à l'Albirex Niigata en 2017, Galhardo inscrit trois buts en 23 matchs de J.League.
En janvier 2018, Galhardo rejoint le Vasco da Gama. En 2019, il remporte la Coupe Guanabara.

## Palmarès
Madureira
- Coupe Rio
  - Vainqueur en 2015

- Vasco da Gama
- Coupe Guanabara
  - Vainqueur en 2019